# Jean Pineau
Pour les articles homonymes, voir Jean Pineau (juriste).
Jean Pineau, né le 4 octobre 1922 à Châtillon-sur-Thouet où il est mort le 2 juin 2020,, est un homme politique français.

## Biographie
Directeur au Crédit agricole mutuel, Jean Pineau est maire de Châtillon-sur-Thouet de 1983 à 2001, député des Deux-Sèvres de 1978 à 1981 et conseiller général du canton de Parthenay de 1979 à 1994 (vice-président du Conseil général des Deux-Sèvres de 1988 à 1992).

## Distinctions
Jean Pineau est chevalier de la Légion d'honneur. Titulaire de la médaille d'or départementale et communale. 
Chevalier des Palmes académiques, chevalier du Mérite agricole. 